# Положац
Положац је насељено мјесто у општини Вареш, Босна и Херцеговина.

## Становништво
|             | 2013.      | 1991.       |
| Укупно      | 3 (100,0%) | 31 (100,0%) |
| Хрвати      | 3 (100,0%) | 26 (83,87%) |
| Остали      | –          | 5 (16,13%)  |
| Бошњаци     | –          | 0 (0,000%)1 |
| Срби        | –          | 0 (0,000%)  |
| Југословени | –          | 0 (0,000%)  |

1. 1 На пописима од 1971. до 1991. Бошњаци су пописивани углавном као Муслимани.